# ホリデイ・イン

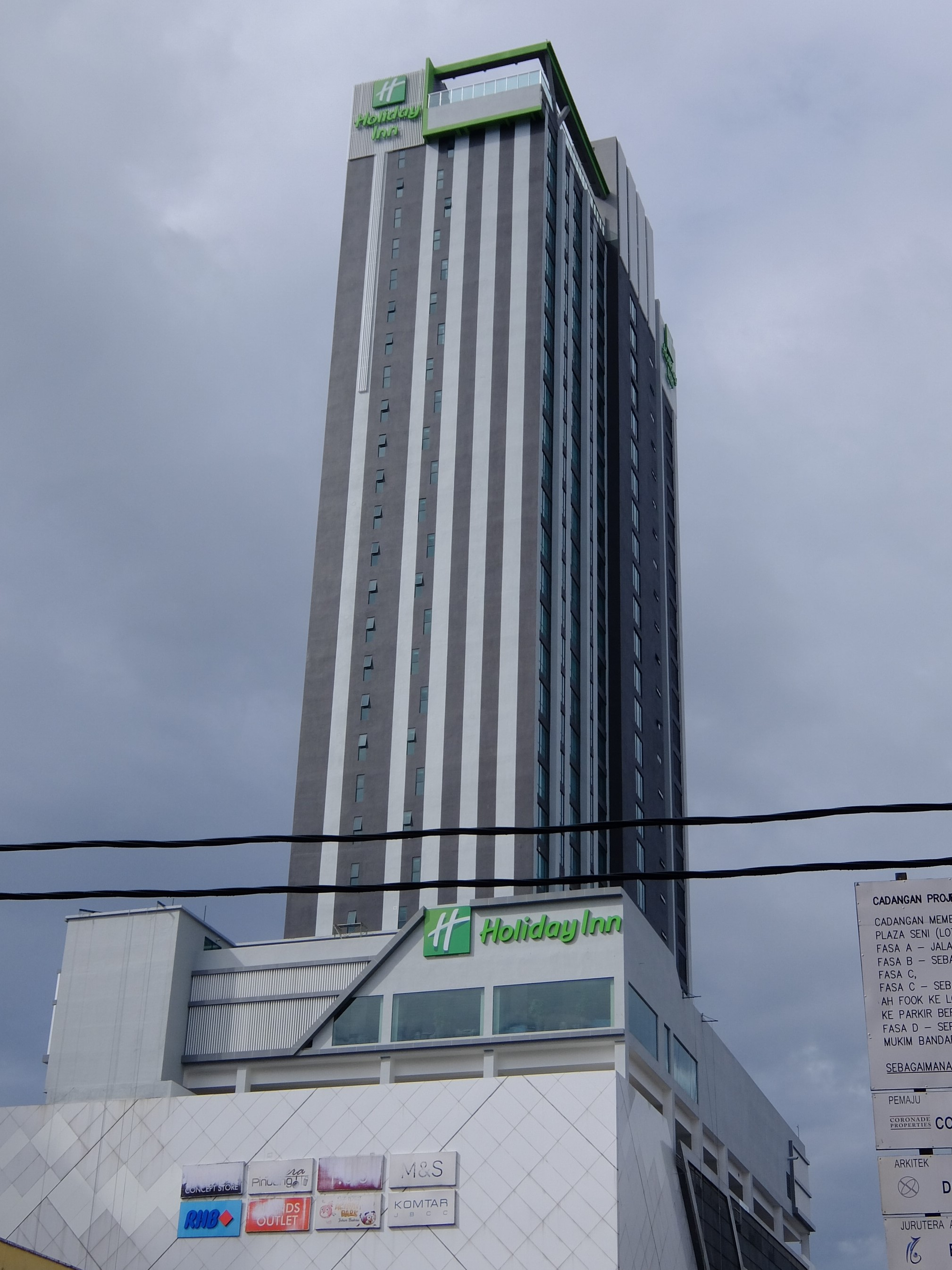
マレーシアのジョホールバルに所在するホリデイ・イン ジョホール バル シティ センター

ホリデイ・イン（Holiday Inn）は、インターコンチネンタルホテルズグループ（IHG）が展開するホテルチェーンのブランド。

## 概要
1952年にケモンズ・ウィルソンによって創業され、同年8月にアメリカ合衆国テネシー州メンフィスのナッシュビルへの幹線道路沿いに第1号店をオープンした。1960年代にフランチャイズ展開を始める。1951年の夏、ウィルソンは家族でワシントンD.C.までドライブ旅行に行った時にいくつかのモーテルに立ち寄ったが、周辺の宿泊施設のばらつきに悩まされていたという。これを機に、ウィルソンは必要なアメニティをすべて備えたシンプルで家族旅行向けのモーテルを考え、それを開業し展開するようになった。
1958年までに50店舗、1959年までに100店舗、1964年までに500店舗、1968年までに1,000店舗がオープンした。
1988年にホリデイ・インは、イギリスを拠点とするバス・ホテルズ（Bass PLC）により買収された。バス・ホテルズは2002年にシックス・コンチネンツホテルズグループ、さらに2003年にインターコンチネンタルホテルズグループと名称を変更し、同グループを構成するホテルブランドとして現在に至っている。

## ホテルブランド
- ホリデイ・イン - 主なサービス層の一つ。
  - ホリデイ・イン&スイーツ - スイートと混合の客室で構成される。
  - ホリデイ・イン リゾート - フルサービスの全ての施設とサービスも提供する。ほとんどは、高級レジャー旅行市場に位置付けられている。
- ホリデイ・イン セレクト - ビジネス旅行者に対応しており、大半は国際空港に所在する。
- ホリデイ・イン クラブ バケーションズ - 家族旅行者向けのリゾートホテル。アメリカのみを拠点としており、宿泊施設はほとんどがヴィラとスイートである。
- ホリデイ・イン ガーデン コート - ヨーロッパと南アフリカのみに所在する。
- ホリデイ・イン エクスプレス - サービスを限定し、低価格の宿泊施設を提供する。